# Actinoseta monambon
Actinoseta monambon är en kräftdjursart. Actinoseta monambon ingår i släktet Actinoseta och familjen Cylindroleberididae. Inga underarter finns listade i Catalogue of Life.